# Xunzi
Xunzi (en xinès 荀子, en pinyin Xun Zǐ, Wade-Giles Hsün Tzu, "Mestre Xun") (312 aC - 230 aC) va ser un filòsof xinès que va viure durant el període dels Regnes combatents i va contribuir a una de les Cent escoles de pensament. Xunzi es va associar a l'escola de Confuci, però la seva filosofia, d'un caire més pragmàtic que l'optimisme reflectit pel confucianisme, va inaugurar dins d'aquesta escola una tendència naturalista i contrària a les concepcions religioses d'un Cel provident i just; en contraposició a les idees dominants de Mengzi, un altre gran mestre confucià que defensava que l'home és naturalment bo, Xunzi creia que les tendències innates de l'home necessiten ser contingudes a través de l'educació i el ritual, i que les normes ètiques s'havien inventat per rectificar la humanitat.
Educat a l'estat de Qi, Xunzi va estar associat amb l'escola confuciana, però la seva filosofia és més pragmàtica si es compara amb l'optimisme de Confuci. Les seves idees van quedar plasmades en l'obra de la qual se li atribueix l'autoria, el Xunzi.

## Obra

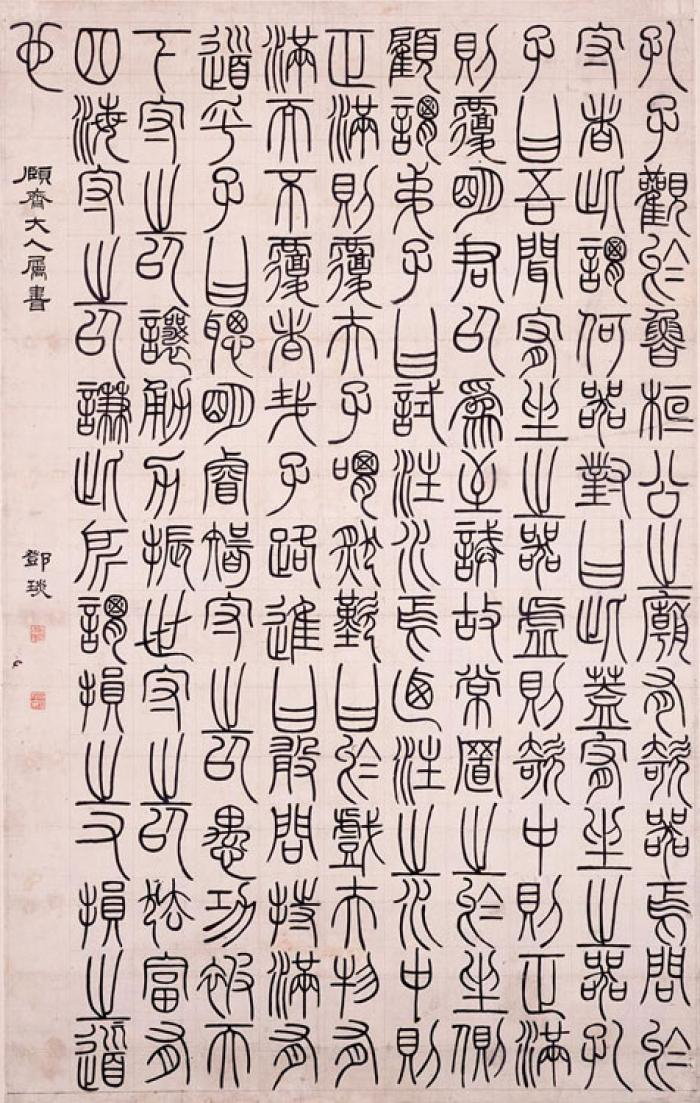
Antiga prosa de Xunzi sobre seda